# Kefamenanu
Kefamenanu är en ort i Indonesien.   Den ligger i provinsen Nusa Tenggara Timur, i den sydöstra delen av landet, 2 000 km öster om huvudstaden Jakarta. Kefamenanu ligger 409 meter över havet och antalet invånare är 29 490.
Terrängen runt Kefamenanu är kuperad åt nordväst, men åt sydost är den platt. Runt Kefamenanu är det ganska tätbefolkat, med 214 invånare per kvadratkilometer. Det finns inga andra samhällen i närheten. Omgivningarna runt Kefamenanu är huvudsakligen savann.